# Mermessus dopainus
Mermessus dopainus là một loài nhện trong họ Linyphiidae.
Loài này thuộc chi Mermessus. Mermessus dopainus được Ralph Vary Chamberlin & Wilton Ivie miêu tả năm 1936.